# گاریک سپخانیان
گاریک سپخانیان (ارمنی: Գարիկ Սեփխանյան؛ زادهٔ ۱۳ اوت ۱۹۸۳) یک بازیگر و فیلم‌نامه‌نویس اهل ارمنستان است. وی از سال ۲۰۰۸ میلادی تاکنون مشغول فعالیت بوده‌است.

## گزیده فیلمشناسی
از فیلم و مجموعه‌هایی که وی در آن نقش آفرینی کرده است می‌توان به فول هاوس اشاره کرد.